# Riocreuxia splendida
Riocreuxia splendida är en oleanderväxtart som beskrevs av Karl Moritz Schumann. Riocreuxia splendida ingår i släktet Riocreuxia och familjen oleanderväxter. Inga underarter finns listade i Catalogue of Life.